# 황남대총 북분 유리잔
황남대총 북분 유리잔(皇南大塚北墳 琉璃盞)은 대한민국 서울특별시 용산구 국립중앙박물관에 있는,  경주시 황남동 미추왕릉 지구에 있는 신라 무덤인 황남대총에서 발견된 유리제 잔(배)이다. 1978년 12월 7일 대한민국의 보물 제624호로 지정되었다.

## 개요
경주시 황남동 미추왕릉 지구에 있는 신라 무덤인 황남대총에서 발견된 유리제 잔(배)이다. 황남대총은 2개의 봉분이 남·북으로 표주박 모양으로 붙어 있다.
황남대총 북분 유리잔(皇南大塚北墳 琉璃盞)은 높이 7㎝, 구연부 지름 10.5㎝로 북쪽 무덤에서 출토되었다. 구연부 부분은 수평이 되도록 넓게 바깥쪽으로 벌어졌고, 몸통 부분은 밥 그릇 모양으로 밑이 약간 넓어진다. 아랫부분에는 우뚝한 받침이 있는데, 짧은 목을 거쳐서 나팔형의 굽이 달렸다. 유리는 투명한 양질이고 갈색으로 전체에 걸쳐 나뭇결 무늬가 있다. 받침 바닥에 약간의 손상이 있는 외에는 완전한 형태로 보존되어 있다.
경주의 신라 무덤에서는 여러 가지 종류의 유리제 용기가 발견되었지만, 이러한 작품은 처음 보는 독특한 예이다. 잔의 모양이나 무늬로 보아 신라 제품이 아닌 서방에서 전래된 것으로 추측된다.

## 같이 보기
- 황남대총

## 참고 자료
- 황남대총 북분 유리잔 - 국가유산청 국가유산포털